# Perica Radić
Perica Radić (Smederevo, Serbia, 13 de marzo de 1984), futbolista serbio retirado. Jugaba de portero y su último equipo fue el AS Cannes de Francia, donde se retiró en el 2012. Pasó toda su carrera profesional en el país galo.

## Clubes
| Club           | País    | Año       |
| -------------- | ------- | --------- |
| FC Nantes      | Francia | 2000-2006 |
| AC Ajaccio     | Francia | 2006-2008 |
| Stade de Reims | Francia | 2008-2009 |
| FC Gueugnon    | Francia | 2009-2010 |
| AS Cannes      | Francia | 2010-2012 |